# 阿加托克利斯 (埃及)
阿加托克利斯（？—前202年）是埃及托勒密王朝的權臣。
阿加托克利斯和她姊妹阿加托克勒亞與托勒密四世非常親近，並在托勒密四世逝世後，為了當上托勒密五世的攝政與另一位大臣索西比烏斯謀殺了阿爾西諾伊三世。之後可能也殺掉索西比烏斯，然而關於這些詳細史料都已散失，因而不是很確定。
前202年，阿加托克利斯的作為最終引起培琉喜阿姆的守將特勒波勒摩斯領導的一次反亂，而阿加托克利斯和他的同黨被亞歷山卓的暴民殺死。